# Herbert Kühl

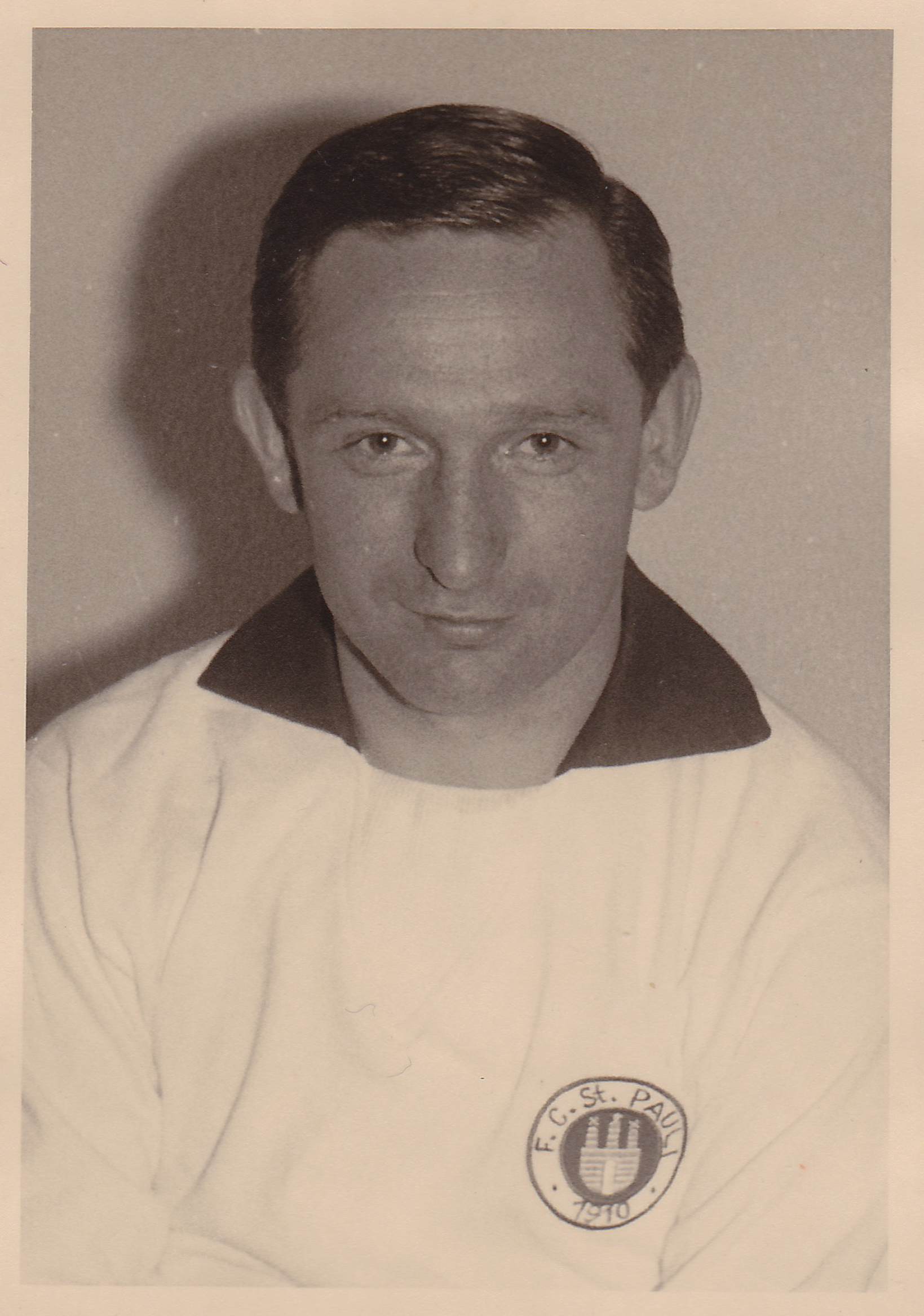
Herbert Kühl, 1954

Herbert Kühl (* 3. Juni 1932 in Hamburg; † 18. Mai 2020 ebenda) war ein deutscher Fußballspieler, der in der damals erstklassigen Oberliga Nord aktiv und anschließend zunächst 23 Jahre Fußballtrainer und später Sportfunktionär war.

## Karriere

### Oberliga Nord 1951–1962
Aufgewachsen in Hamburg-Eppendorf spielte er seit 1943 erfolgreich in der Jugend des SC Victoria Hamburg von 1895 e. V., aber auch in der sogenannten Frickestrassen-Mannschaft – ein Team, das damals mit Uwe Seeler, seinem Bruder Dieter sowie Jochen Meinke die stärkste Hamburger Jugendmannschaft gewesen sein soll. 1950 wurde Kühl in die Herrenmannschaft des SC Victoria hochgezogen, sein erster Trainer war dort Erwin Seeler (allerdings nur für rund drei Monate). 1951 stieg er mit dem SC Victoria in die Oberliga Nord  auf und nach einer Serie wieder ab. Er wechselte zum FC St. Pauli von 1910 e. V. und war dort 10 Jahre Ligaspieler. Von 1951 bis 1962 bestritt  er insgesamt 214 Spiele und schoss dabei 11 Tore (für Victoria 13 Spiele, für FC St. Pauli 201). Als Kapitän beim FC St. Pauli von 1959 bis 1962 eröffnete er am 29. Juli 1961 das damals neu erbaute heutige Millerntorstadion. Ein Höhepunkt seiner Laufbahn war der 7:0-Sieg mit der Hamburger Auswahl (u. a. mit Uwe Seeler) gegen Berlin am 21. November 1956.

### Fußballtrainer
Von 1962 bis 1985 war Kühl in neun Vereinen in Hamburg und Umgebung als Trainer tätig. In der Rangliste der Trainer in der damaligen drittklassigen Oberliga Nord 1974–1994 steht er mit 273 Spielen an fünfter Stelle. Mit dem SC Victoria Hamburg wurde er 1975 Vizemeister, mit dem SC Concordia von 1907 e. V. (Amtszeit 1975 bis 1982) im Jahr 1976 Dritter der Deutschen Amateurmeisterschaft. Den Aufstieg in die Oberliga Nord erreichte er 1974 mit dem SC Victoria und 1983 mit dem SV Lurup. Im Anschluss an den Oberliga-Aufstieg mit Lurup verließ er den Verein und übernahm das Traineramt beim 1. SC Norderstedt, den er in der Verbandsliga betreute.

### Sportfunktionär
Von 1987 bis 1995 war Kühl Vorstandsmitglied des SC Concordia, dabei von 1992 bis 1995 1. Vorsitzender. 2006 wurde er Ehrenpräsident, erst der dritte in der hundertjährigen Geschichte des Traditionsvereins. Von 1991 bis 1999 war er im Präsidium des Hamburger Fußball-Verbandes (bis 1998 als Verbandsgerichts-Vorsitzender, danach als Vizepräsident). Dem Präsidium des Norddeutschen Fußballverbandes gehörte er von 1991 bis 2000 als Vorsitzender des Sportgerichts an. Von 2003 bis 2006 war er Präsident des Verbandes Hamburger Ski-Vereine. 2005 verlieh ihm der Senat der Freien und Hansestadt Hamburg für seine Verdienste um die Sportselbstverwaltung die „Medaille für treue Arbeit im Dienste des Volkes“.

## Beruf
Kühl war während seiner gesamten Sportlaufbahn als Beamter in der Verwaltung der Freien und Hansestadt Hamburg tätig. 1994 ging er als Oberregierungsrat in der damaligen Umweltbehörde in den Ruhestand.